# Josep Vicent Boira
Josep Vicent Boira i Maiques, né le 12 juillet 1963 à Valence, est un géographe espagnol.
Professeur titulaire à l'université de Valence depuis 1994, il est secrétaire autonomique à l'habitat, aux travaux publics et à la vertébration du territoire de la Généralité valencienne (2015-2018) puis commissaire du gouvernement espagnol pour le développement du corridor méditerranéen.

## Biographie
Il naît dans le quartier Canyamelar, de Valence en 12 juillet 1963.
Il est licencié en géographie et histoire de l'université de Valence en 1986 puis étudie à l'université de Milan pendant les trois années suivantes et obtient un doctorat délivré par son université d'origine en 1991,. Il est professeur titulaire (catedrático) de géographie urbaine à la même université depuis 1994,. Entre 2003-2004, il dirige l'institut Ignasi Villalonga d'économie et d'entreprise,.
Membre de l'American Association of Geographers et du conseil scientifique de la revue Ambiente, società e territorio éditée par l'Associazione italiana insegnanti di geografia (it), il est spécialiste de l'étude des liens entre territoire, infrastructure et planification au Pays valencien.
En 2004, il découvre à Paris les plans du palais royal de Valence, édifice emblématique de la cité démoli en 1810, au cours de l'occupation napoléonienne,.
Entre 2006 et 2012, il dirige le service de politique linguistique de l'université de Valence,.
Au début du XXIe siècle, il est l'une des figures intellectuelles valenciennes les plus en vue, à travers ses essais et ses contributions régulières dans la presse (Levante-EMV, La Vanguardia, El País).
Il est intervenant lors de conférences sur la protection de l'environnement et la participation citoyenne et les processus d'urbanisme et est l'auteur de plus de trente articles scientifiques sur les thèmes de la perception et l'espace urbain, littérature et géographie, planification urbanisme et réhabilitation de centres historiques, le port de Valence et l'économie, et les processus territoriaux dans les régions de l'arc méditerranéen.
Il remporte le prix d'essai Joan Fuster des Premis Octubre 2002 et le prix Ramon Trias Fargas d'essai 2009 avec l'ouvrage La Commonwealth catalanovalenciana: la formació de l'eix mediterrani al segle XX. Il est directeur académique de la revue Nexe, publiée par l'Association civique valencienne Tirant lo Blanc.
En 2015, Boira devient secrétaire autonomique à l'habitat, aux travaux publics et à la vertébration du territoire de la Généralité valencienne du Conseil présidé par le socialiste Ximo Puig sur proposition de son allié de gouvernement Compromís, sous la dépendance du département de même nom dirigé par la conseillère María José Salvador Rubert.
En juillet 2018, il quitte ce poste pour être nommé coordinateur du commissariat pour le développement du corridor méditerranéen, projet dont il est un promoteur notoire, au sein de l'ADIF par le ministre des Travaux Publics, José Luis Ábalos,,.

## Œuvres
- 1988 : La comarca de l'Horta. Area Metropolitana de València
- 1991 : Introducción al Estudio de la Percepción Espacial
- 1994 : El Grau de València. La construcció d'un espai urbà
- 1995 : Geografia del País Valencià
- 1996 : Arquitectura i control del territori: la defensa del litoral de la Marina Alta al segle XVI
- 2002 : Euram 2010. La via europea (prix d'essai Joan Fuster)[4]
- 2004 : Les euroregions
- 2007 : L'Illa (prix Vicent Andrés Estellés de récit scientifique)[4]
- 2010 : La Commonwealth catalanovalenciana: la formació de l'eix mediterrani al segle XX
- 2011 : Valencia. La ciudad[4]
- 2012 : La tormenta perfecta
- 2020 : Roma i nosaltres: la presència de valencians, balears, catalans i aragonesos a la Ciutat Eterna